# Championnat d'Afrique de kayak-polo
Le championnat d'Afrique de kayak-polo est une compétition de kayak-polo bi-annuelle réunissant les meilleures équipes africaines.

## Palmarès

### Masculin
,
| Année | Organisateur                   | Vainqueur      | Finaliste      |
| ----- | ------------------------------ | -------------- | -------------- |
| 2013  | Windhoek (Namibie)             | Afrique du Sud | Namibie        |
| 2017  | Windhoek (Namibie)             | Namibie        | Afrique du Sud |
| 2019  | Knysna (Afrique du Sud)        | Afrique du Sud | Namibie        |
| 2023  | Johannesbourg (Afrique du Sud) | Afrique du Sud | Namibie        |

### Féminin
| Année | Organisateur                   | Vainqueur      | Finaliste |
| ----- | ------------------------------ | -------------- | --------- |
| 2013  | Windhoek (Namibie)             | Afrique du Sud | Namibie   |
| 2017  | Windhoek (Namibie)             | Afrique du Sud | Namibie   |
| 2019  | Knysna (Afrique du Sud)        | Afrique du Sud | -         |
| 2023  | Johannesbourg (Afrique du Sud) | Afrique du Sud | -         |